# Pod Vinicemi (Plzeň)
Pod Vinicemi je ulice na Severním Předměstí v plzeňském městském obvodě Plzeň 1. Spojuje Radčickou s Lochotínskou ulicí. Název dostala podle polohy pod městskou čtvrtí Vinice. Dominantami ulice jsou: Zoologická a botanická zahrada města Plzně, Amfiteátr Lochotín a Lochotínský park. Veřejná doprava ulicí neprojíždí, avšak je situována do Karlovarské ulice (zastávka Zoologická zahrada – tramvaje), do ulice Na Chmelnicích (zastávka Lochotínský pavilón – autobusy) a do Radčické ulice (zastávka Pod Zámečkem – autobusy). K zoologické zahradě jezdí každé léto vláček pro turisty z centra. Podél jižní strany ulice vedla do roku 1977
pionýrská železnice (Zoologická zahrada – Lochotín – Výstaviště). U křižovatky s Lochotínskou ulicí je ještě patrná stanice bývalé železnice Lochotnín.
Roku 2015 byla provedena oprava části ulice.

## Galerie

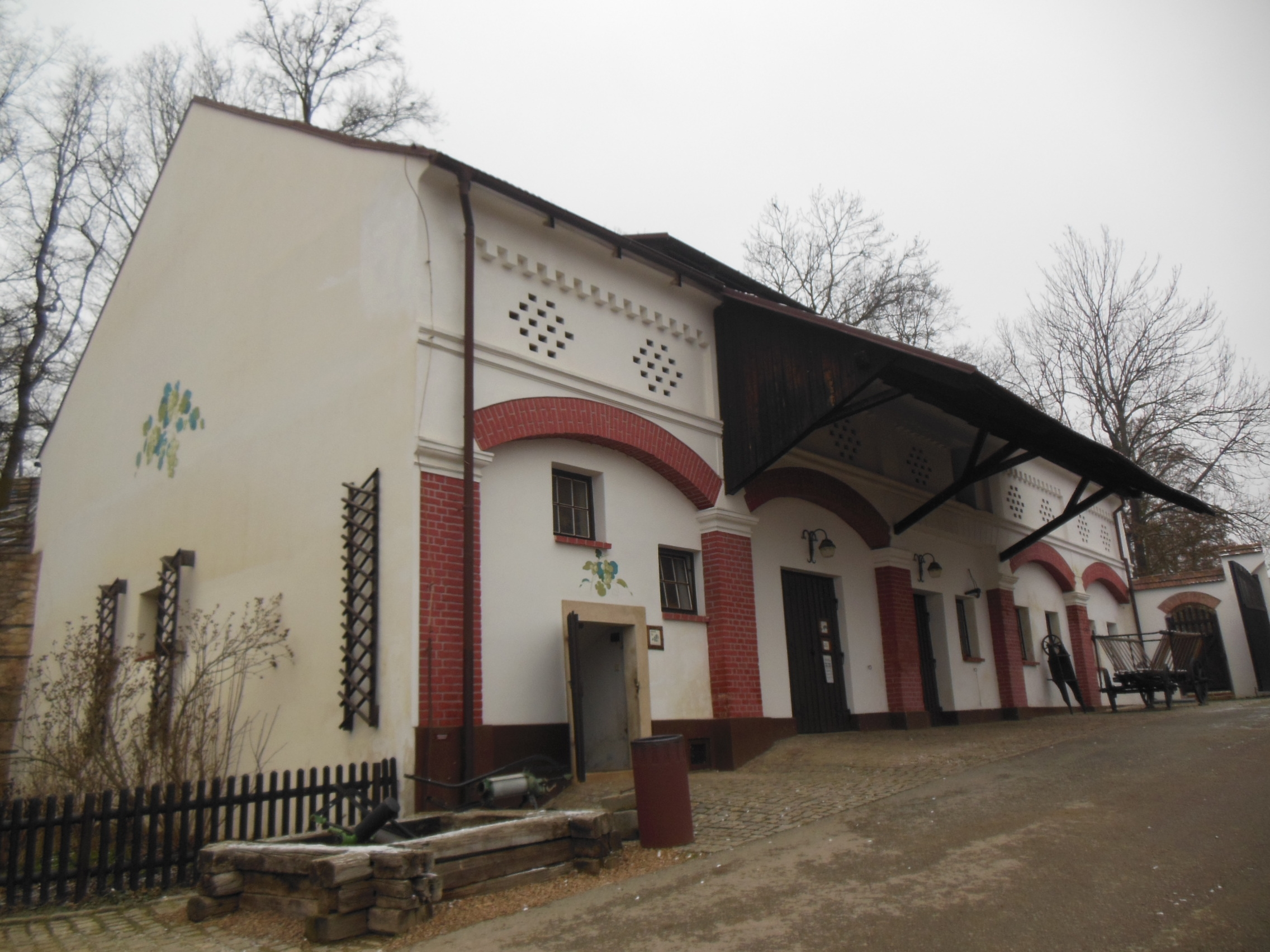
Statek Lüftnerka v areálu ZOO
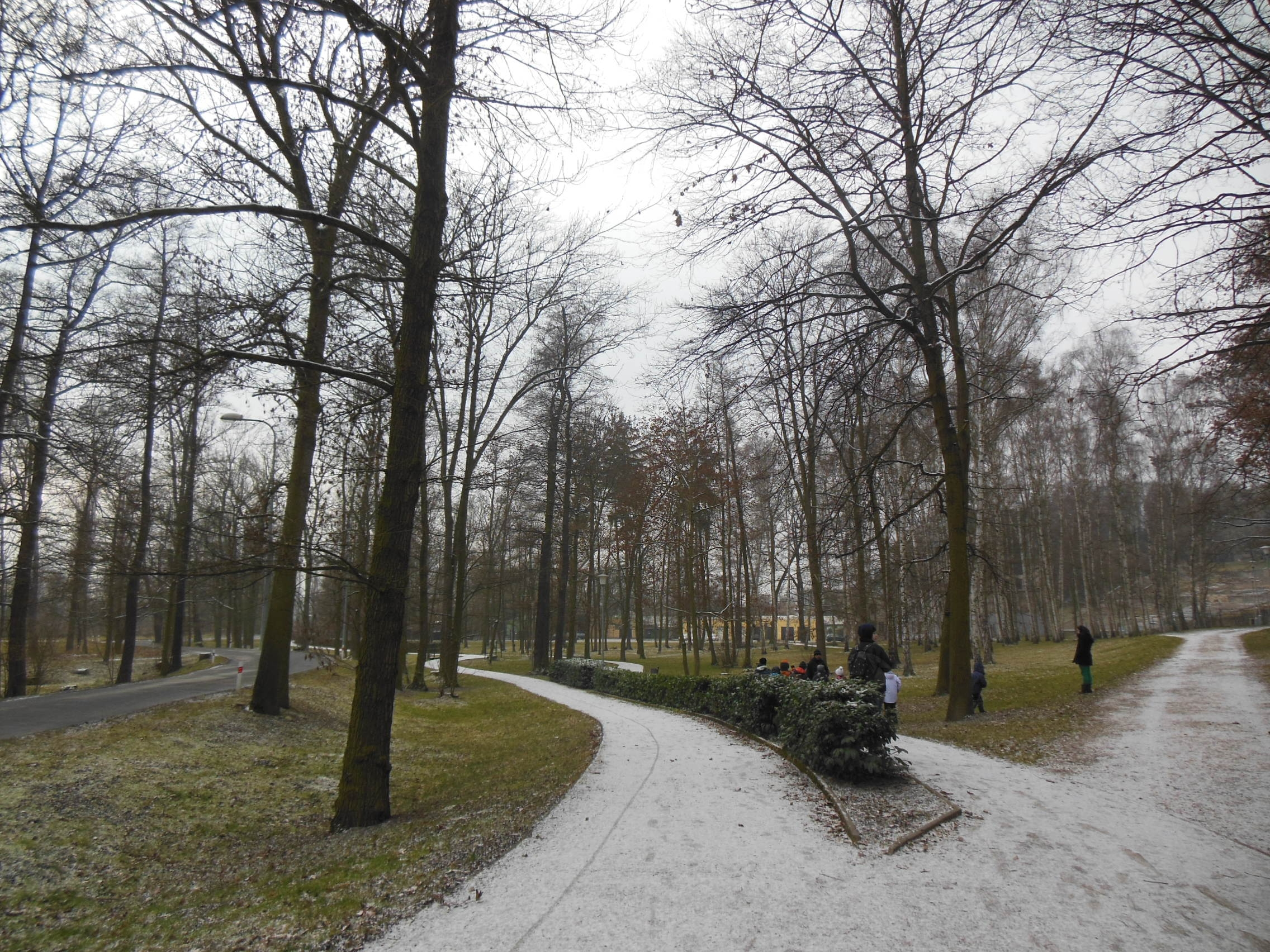
Lochotínský park